# Дом Светог Саве
Дом Светог Саве се налази у Београду, у улици Цара Душана 13, изграђен 1890. године. По свом волумену и архитектонским карактеристикама, зграда Дома Светог Саве је утврђено културно добро и представља непокретно културно добро као споменик културе.
Назив Дом Св. Саве исписано је на атици, на главној фасади, изнад средњег ризалита који је израдио о свом трошку Димитрије Наумовић, београдски казанџија.
Друштво светог Саве, основано 1886. године са задатком да шири просвету и национално осећање у народу, подигло је зграду Дома светог Саве 1890. године, намењену смештању управе и институција друштва, по пројекту архитекте Јована Илкића. Дана 10. августа 1889. положен је камен темељац. Финансијска и материјална средства за изградњу Друштво је остваривало путем прикупљања добровољних прилога, организовањем лутрија, приређивањем забава и позјамица. Друштво је из тих разлога упућивало и апеле. Слало је писма имућнијим грађанима. У томе му је помагала и штампа објављивањем различитих написа са препорукама у том смислу упућеним родољубивој јавности. Одмах по свечаном отаврању зграде 1890. године уселила се Управа Друштва, а одмах затим у усељење Светосавске школе и Пансиона за питомце Београдске трговачке омладине. Некада је у овој згради била смештена државна архива, школа за глувонеме друштва Стефан дечански, Прва београдска гиманзија и др.
Архитекта Јован Илкић је поред израде плана и предрачуна вршио и надзор изградње. Дом Св. Саве је пројектован као двоспратна зграда са сутереном и високим приземљем. Иако је општа концепција зграде и симетрична композиција њене главне фасаде заснована на академским принципима, фасада је обликована у духу романтизма, са елементима ренесансе и неовизантијског стила. Равно компоновано фасадно платно акцентовано је средишњим плитким ризалитом, који се у зони крова завршава атиком са пирамидалном куполом. Прозорски отвори спратова, обликовани као бифоре са луковима, ослањају се на кордонске венце, дајући романтичарску ноту целој фасади. При крају изградње инвеститор је сву пажњу посветио естетском изгледу, украсима фасаде и унутрашњем намештају.
Грбове јужнословенских земаља, који се налазе у лунетама изнад прозора првог спрата, израдио је ликорезац Јован Хајнрих Нокен према цртежима сликара Ђоке Јовановића. У Првом светском рату зграду су користиле окупационе власти. Многе ствари су однесене. Са извесним изменама у изгледу горњег дела главне фасаде, 1923. године згради је дограђен трећи спрат, према пројекту архитекте Петра Бајаловића.